# Istituto italiano di scienze umane
L'Istituto italiano di scienze umane di Firenze (SUM) è stato un istituto di alta formazione dottorale con ordinamento speciale che ha operato dal 2009 al 2013 nei vari settori delle scienze umane e sociali per offrire una formazione dottorale e post-dottorale in ambito europeo, promuovendo l'elaborazione critica e la ricerca. L'Istituto ha attivato dottorati in ogni materia umanistica e in alcune scienze sociali (Letteratura, Filosofia, Scienze Politiche, Diritto, Sociologia, Antropologia, Storia).
Con decreto ministeriale del 2013 l'Istituto è stato disattivato e incorporato nella Scuola Normale Superiore di Pisa. Con le modifiche statutarie intervenute in seguito, dal 24 ottobre 2014 sopravvive come struttura accademica della Scuola Normale, prima con il nome di Istituto di Scienze Umane e Sociali e, dal 2019, come Classe di Scienze Politico-Sociali della Scuola Normale. .

## Descrizione
Aveva sede a Firenze, nel Palazzo Strozzi, e a Napoli, nel Palazzo Cavalcanti. La sede istituzionale, amministrativa, direttiva e operativa era quella di Palazzo Strozzi a Firenze, dove tuttora ha sede la Classe di Scienze Politico-Sociale della Scuola Normale..
L'Istituto si componeva di cinque scuole di alta formazione dislocate presso l'università Alma Mater di Bologna, l'università Federico II, l'Università L'Orientale e l'Università Suor Orsola Benincasa, di Napoli, l'università La Sapienza di Roma, l'università di Siena e università di Firenze.

## Vicende giudiziarie e fusione con la Scuola normale di Pisa
A partire dal 2009 l'Istituto è stato oggetto di un'inchiesta della Guardia di Finanza che ha portato nel 2011 all'iscrizione nel registro degli indagati di vari docenti (tra i quali Aldo Schiavone e Mario Citroni) e dirigenti amministrativi dell'Istituto, per l'ipotesi di reato di peculato, abuso d'ufficio, truffa aggravata e uso dissennato di denaro pubblico: l'accusa, in particolare, ha contestato lo sperpero di denaro pubblico per cene e viaggi non legati all'attività dell'Istituto e gravi irregolarità nelle procedure concorsuali.
Dal 2013, l'Istituto italiano di scienze umane è stato disattivato per essere incorporato nella Scuola Normale Superiore di Pisa, a seguito di decreto del Ministero dell'Istruzione, dell'Università e della Ricerca dell'8 agosto 2013, con cui si approvavano due accordi di programma concordati tra i due enti nel 2012 e 2013: l'organismo nato dalla fusione ha assunto, di conseguenza, la denominazione di Scuola Normale Superiore. Dal 24 ottobre 2014, l'adeguamento statutario del nuovo organismo ne ha previsto la permanenza con lo status di struttura accademica della Scuola Normale Superiore, con il nome di Istituto di Scienze Umane e Sociali, trasformato poi nel 2019 in Classe di Scienze Politico-Sociali, che si affianca alle altre due Classi accademiche, umanistica e scientifica, che costituiscono la tradizionale suddivisione della Normale.

## Direttori
- Umberto Eco
- Aldo Schiavone
- Mario Citroni